# Mindray
Mindray Medical International Limited è uno dei maggiori sviluppatori e produttori cinesi di attrezzature e strumentazioni biomedicali, per scopo sanitario e veterinario. L'azienda è strutturata in tre divisioni principali: monitoraggio dei pazienti e supporto vitale, prodotti per la diagnostica in vitro e sistemi di diagnostica per immagini. Il quartier generale si trova a Shenzhen. Nel 2008, Mindray è stata riconosciuta come il più grande produttore cinese di dispositivi medici.

## Storia
Mindray è stata fondata nel 1991 a Shenzhen, Guangdong, da sette ex dipendenti di Anke (安科), tra cui Li Xiting (李西廷), Xu Hang (徐航) e Cheng Minghe (成明和). È cresciuta fornendo monitoraggio dei pazienti domestici, imaging e altri prodotti diagnostici. Mindray ha 41 filiali in 31 paesi (fra i quali: America del Nord e America Latina, Europa, Africa e Asia-Pacifico), oltre a 32 filiali in Cina. Mindray è stata quotata alla Borsa di New York  nel settembre 2006 ed è stata revocata nel marzo 2016 per richiedere una nuova quotazione nel mercato A-Share cinese. Mindray è stata quotata nuovamente alla Borsa di Shenzhen nell'ottobre 2018.
Mindray ha affrontato polemiche sulle assunzioni alla fine del 2018 quando ha annullato le offerte di lavoro di 254 studenti universitari a causa delle mutevoli condizioni economiche. La società ha ripristinato le offerte all'inizio del 2019 citando la "responsabilità sociale delle imprese" dopo una protesta pubblica.
Mindray ha collaborato con il Korle Bu Teaching Hospital nel gennaio 2019 per migliorare l'assistenza diagnostica ai pazienti in Ghana. L'azienda ha donato un analizzatore SAL 6000 per migliorare l'efficienza dei test di laboratori locali.

## Divisioni
La divisione Patient Monitoring & Life Support sviluppa e produce monitor multiparametrici, sistemi di biotelemetria, defibrillatori, Pulsiossimetri, macchine ECG, letti ospedalieri, sistemi di anestesia (macchina anestetica e vaporizzatore, ventilazione artificiale, impianto di evacuazione gas, soluzioni IT. Nel 2008, Mindray ha acquisito Datascope Corporation per 209 milioni di dollari, consolidando la propria presenza all'estero.
La divisione In-Vitro Diagnostic si occupa di rilevazione e analisi dei dati relative sangue, urine e campioni di altri fluidi corporei, per scopi di diagnosi e trattamento. Tale segmento commercializza di strumentazione semi-automatiche o automatiche per laboratori, cliniche e ospedali. I suoi prodotti includono analizzatori ematici, analizzatori biochimici, reagenti, lettori di micropiastre, lavatòri di micropiastre.